# Magyar százforintos érme (2020)
Az először 2020-as évszámmal vert bicolor százforintos egy forgalmi forintérme, a jelenlegi forgalmi sor legújabb darabja. Elődjének gyártását, az 1996–2019 közötti százasét kedvezőtlen beszállítás és ár-érték arány miatt beszüntették, 2019-re Magyarország volt az egyedüli európai ország, ahol még ötvözettel bevont acélból készítettek forgalmi érmét. A 2020-tól vert százas a többi forintérméhez hasonlóan – az öt- és húszforintossal megegyező – színesfémötvözetből készül, összetételén felül súlyában tér el a korábbiaktól: 8,0 helyett 8,6 gramm a tömege. Az új veret további előnye, hogy kizárja a mágneseződés lehetőségét az automatáknál. Az 1996-os százforintos is forgalomban marad, bevonásáról nem született döntés.